# یهودا عامر
یهودا عامر (به انگلیسی: Yehuda Amar) مدافع اهل اسرائیل است که از سال ۱۹۸۷ تا ۱۹۹۳ میلادی عضو تیم ملی فوتبال اسرائیل بوده و در ۲۵ بازی ملی حضور داشته‌است.